# ارل جونز
ارل جونز (انگلیسی: Earl Jones؛ زادهٔ july ۱۷, ۱۹۶۴ (۶۰ سال)) ورزشکار دو و میدانی اهل ایالات متحده آمریکا است.